# Modern Chinese Philosophy
Modern Chinese Philosophy (Moderne chinesische Philosophie) ist eine englischsprachige Buchreihe zur chinesischen Philosophie von der Zeit der späten Qing-Dynastie bis zur Gegenwart. Die Reihe wird von John Makeham herausgegeben. Die Reihe erscheint seit 2010 bei Brill und umfasst inzwischen 23 Bände (Stand: 7. Oktober 2022). Die Reihe enthält Übersetzungen wichtiger chinesischer Werke und Arbeiten westlicher Autoren.
Den Verlagsangaben zufolge wird die Reihe „katholisch“ sein in ihrer Beurteilung dessen, was chinesische Philosophie ausmacht und die von chinesischen Gelehrten und Intellektuellen bevorzugten Normen ebenso übernehmen wie die in der westlichen Akademie angenommenen.
Die Reihe versucht in der westlichen Wahrnehmung eine Lücke zu schließen, da die moderne chinesische Philosophie in den westlichen Studien im Gegensatz zur klassischen, mittelalterlichen, buddhistischen oder konfuzianischen Philosophie nach der Tang-Zeit weitgehend ignoriert wurde.
Die moderne chinesische Philosophie umfasst Themen der neuen konfuzianischen Philosophie, der modernen buddhistischen Philosophie, der chinesischen marxistischen Philosophie, der modernen daoistischen Philosophie sowie Werke vergleichender Natur.

## Bände
brill.com
- 23  The Metaphysics of Chinese Moral Principles. Mingjun Lu. 2022. ISBN 978-90-04-50354-0
- 22 Confucianism and Phenomenology: An Exploration of Feeling, Value and Virtue. Yinghua Lu. 2021. ISBN 978-90-04-31909-7
- 21 Xiong Shili's Understanding of Reality and Function, 1920–1937. Yu Sang. 2020. ISBN 978-90-04-43158-4
- 20 Becoming Human: Li Zehou's Ethics. Jana Rošker. 2020. ISBN 978-90-04-42366-4
- 19 The Annotated Critical Laozi. With Contemporary Explication and Traditional Commentary. Guying Chen. Hrsg./Übersetzer: Paul D’Ambrosio und Ouyang Xiao. 2020. ISBN 978-90-04-42164-6
- 18  Philosophical Horizons. Metaphysical Investigation in Chinese Philosophy. Yang Guorong. Hrsg./Übersetzer: Paul D’Ambrosio. 2019. ISBN 978-90-04-39630-2
- 17 The Origins of Chinese Thought. From Shamanism to Ritual Regulations and Humaneness. Zehou Li. Übersetzer: Robert A. Carleo III. 2018. ISBN 978-90-04-37962-6
- 16 Liang Shuming and the Populist Alternative in China. Catherine Lynch. 2018. ISBN 978-90-04-36328-1
- 15 The Humanist Spirit of Daoism. Guying Chen. Herausgeber: David Jones und Sarah Flavel. Übersetzer: Hans-Georg Moeller. 2018. ISBN 978-90-04-36198-0
- 14 Studies on Contemporary Chinese Philosophy (1949–2009). Guo Qiyong. Herausgeber/Übersetzer: Paul D’Ambrosio u. a. 2018. ISBN 978-90-04-36049-5
- 13 Open Access. Tang Junyi. Confucian Philosophy and the Challenge of Modernity. Thomas Fröhlich. 2017. ISBN 978-90-04-33013-9
- 12 Feminist Encounters with Confucius. Herausgeber: Mathew Foust und Sor-Hoon Tan. 2016. ISBN 978-90-04-33211-9
- 11 The Horizon of Modernity. Subjectivity and Social Structure in New Confucian Philosophy. Ady Van den Stock. 2016. ISBN 978-90-04-30110-8
- 10 On Human Action and Practical Wisdom. Guorong Yang. Übersetzer: Paul J. D’Ambrosio und Sarah Flavel. 2016. ISBN 978-90-04-32178-6
- 9 Feng Youlan and Twentieth Century China. An Intellectual Biography. Xiaoqing Diana Lin. 2016. ISBN 978-90-04-30130-6
- 8  Thomé H. Fang, Tang Junyi and Huayan Thought. A Confucian Appropriation of Buddhist Ideas in Response to Scientism in Twentieth-Century China. King Pong Chiu. 2016. ISBN 978-90-04-31388-0
- 7 Late Works of Mou Zongsan. Selected Essays on Chinese Philosophy Herausgeber/Übersetzer: Jason Clower. 2014. ISBN 978-90-04-27890-5
- 6 Jin Yuelin's Ontology. Perspectives on the Problem of Induction. Yvonne Schulz Zinda. 2012. ISBN 978-90-474-3010-0
- 5 Thinking Through Confucian Modernity. A Study of Mou Zongsan's Moral Metaphysics. Sébastien Billioud. 2011. ISBN 978-90-04-21554-2
- 4 The Thought of Mou Zongsan. N. Serina Chan. 2011. ISBN 978-90-04-21212-1
- 3 The Religious Philosophy of Liang Shuming. The Hidden Buddhist. Thierry Meynard. 2010. ISBN 978-90-474-2483-3
- 2 The Unlikely Buddhologist. Tiantai Buddhism in Mou Zongsan's New Confucianism. Jason Clower. 2010. ISBN 978-90-474-3081-0
- 1  The Discovery of Chinese Logic. Joachim Kurtz. 2011. ISBN 978-90-474-2684-4